# Адэр, Гилберт
Ги́лберт Адэ́р (англ. Gilbert Adair; 1944—2011) — британский писатель, кинокритик, сценарист и переводчик.

## Биография
Гилберт Адэр родился 29 декабря 1944 года в Эдинбурге, Шотландия. Сведений о его детстве и юности почти нет, известно только, что Адэр рано покинул родительский дом.
В школе он выучил французский язык и в середине 1960-х переехал в Париж, движимый любовью к культуре Франции. Там он устроился преподавателем английского. К этому периоду относятся первые — поэтические — публикации Адэра. Важной частью его парижской жизни была Французская синематека, которая превратилась для него не только в «духовное пристанище», но и место политического и эротического становления. В 1979 году Адэр вернулся в Великобританию с намерением посвятить себя литературной деятельности.
На родине Адэр быстро добился признания как журналист и кинокритик, запомнившийся, в частности, яркими статьями в киноведческом журнале Sight & Sound. В числе первых опубликованных им книг были работы, посвящённые кино — голливудским фильмам о Вьетнамской войне (Hollywood’s Vietnam: From The Green Berets to Apocalypse Now, 1981) и истории британской кинематографии (A Night at the Pictures: Ten Decades of British Film, 1985). Литературной удачей Адэра стал сценарий политического триллера «Территория» (The Territory), поставленный режиссёром Раулем Руисом. Как журналист Адэр печатался во многих британских газетах журналах, причём занятие журналистикой он не оставил и после того, как стал известным писателем, например, в 1992—1996 годах он вёл культурную колонку в The Sunday Times.
Дебютировал как писатель сиквелами «Алисы» (роман «Алиса в Заиголье», 1984) и «Питера Пэна» (1987).

## Сценарии
- Дважды по сценариям Адэра поставил фильмы Рауль Руис (Территория, 1981; Климт, 2006).
- На основе своего романа Мечтатели и ещё двух книг он написал сценарий одноименного фильма, экранизированного Бертолуччи в (2003).

## Признание
Премия Скотта Монкрифа за перевод романа Жоржа Перека Исчезание (1995).